# Harry Patch (In Memory Of)
«Harry Patch (In Memory Of)» — песня британского музыкального коллектива Radiohead. Композиция была записана группой как дань
уважения английскому долгожителю, Генри Джону Пэтчу, последнему из живых людей воевавших на первой мировой войне, в качестве солдата. Radiohead самостоятельно занимались продвижением песни и выпустили её для цифровой дистрибуции за символичную плату, в виде одного фунта, 5 августа 2009 года на официальном сайте. Вся прибыль от продаж была пожертвована благотворительной организации «Королевский британский легион», которая занимается поддержкой лиц служащих или служивших в Вооружённых силах Великобритании.
Песня состоит из продолжительного и протяжного пения Тома Йорка под аккомпанемент симфонического оркестра, ноты для которого написал Джонни Гринвуд. Стоит отметить, что это одна из немногих композиций, записанных Radiohead без применения экспериментов в области звучания. Текст был также написан Гринвудом и повествует с точки зрения солдата, находящегося на военных действиях. В нём имеется большое количество модификаций цитат и речей Пэтча. Несмотря на то что критики хорошо приняли сингл, многие из них отмечали чрезмерную мрачность. Семья Пэтча выразила большую благодарность за поддержку и создание песни.

## Запись и музыка
По сообщению Тома Йорка, вокалиста коллектива, в блоге Dead Air Space, он был вдохновлен очень эмоциональным интервью Гарри Пэтча на программе Today радиовещательной станции BBC Radio 4. Йорк написал: То, как он говорил о войне оказало глубокое воздействие на меня. Композиция была записана в аббатстве за несколько недель до смерти Пэтча 25 июля 2009 в возрасте 111 лет. Как и последующий сингл «These Are My Twisted Words», «Harry Patch (In Memory Of)» появился на свет на раннем этапе звукозаписывающих сессий, итогом которых стал следующий альбом Radiohead The King of Limbs, хотя ни та, ни другая песня не вошли в этот диск.
На треке отсутствуют характерные для Radiohead эксперименты с звукозаписью, вместо них звучит протяжный фальцет Йорка под оркестровый аккомпанемент, написанный Джонни Гринвудом .